# カータレット郡 (ノースカロライナ州)
座標: 北緯34度44分 西経76度46分 / 北緯34.733度 西経76.767度
カータレット郡（英: Carteret County）は、アメリカ合衆国ノースカロライナ州の南東部、大西洋岸に位置する郡である。郡域の大半はクリスタルコーストに入っている。2010年国勢調査での人口は66,469人であり、2000年の59,383人から11.9%増加した。郡庁所在地はボーフォート町（人口4,039人）であり、同郡で人口最大の町はモアヘッドシティ町（人口8,661人）である。

## 歴史
カータレット郡の郡名は、17世紀イギリスの植民地領主ジョージ・カートレット卿、あるいはその子孫で相続人である第2代グランヴィル伯爵ジョン・カートレットに因んで名付けられた。カートレット家（カータレット家）は植民地領主に指定された8人の1人であり、アメリカ独立戦争の時までその「グランビル地区」に対する権利を保持し続けた唯一の領主だった。
ノースカロライナの現在の領域でイギリス人の両親のもとに生まれた最初の男性はジョン・フルフォードだった。フルフォードは1629年に、後にカータレット郡となった領域で生まれ、この地域に入植し、1729年に死んだ。「ザ・ニューバーン・デイリー・ジャーナル」紙の1893年9月18日版に載った記事では、ボーフォートの郊外、ストレイツと呼ばれる地域の墓地にフルフォードの墓を識別し、「イギリスの煉瓦で造られている」と報じていた。1971年、カータレット郡歴史協会による調査で、グロスターのパイパー・レーン近くフルフォード墓地でそのような墓を見つけた。今日、フルフォードを示すような印は残っていない。

## 郡政府
カータレット郡は地域の東部カロライナ自治体委員会のメンバーである。この委員会には16の郡区が含まれている。
2004年11月2日に行われた一般選挙で、郡内の投票機械の異常により、早い時間帯に投じられた4,438票が失われるという結果になった。これは州全体で農政委員を選ぶために投票されたものであり、当選者と次点者の得票差を失われた票数が上回っていたので、州選挙管理委員会は2005年1月11日にやり直し選挙を行うこととし、郡内の投票しなかったものであれ、票が失われた者であれ有権者18,500人のみを対象とすることにした。候補者は2人ともやり直し選挙の形式について訴訟を起こした。2005年2月4日、当初は第2位だったブリット・コブの当選が決まった。

## 軍事施設
アメリカ海兵隊ボーグ補助上陸訓練場が郡の西部ボーグ湾沿いにある。広さは875エーカー (3.54 km2) あり、東海岸唯一の海兵隊上陸訓練場である。

## 地理
アメリカ合衆国国勢調査局に拠れば、郡域全面積は1,341平方マイル (3,473.2 km2)であり、このうち陸地520平方マイル (1,346.8 km2)、水域は821平方マイル (2,126.4 km2)で水域率は61.22%である。

### 主要高規格道路
- アメリカ国道70号線
- ノースカロライナ州道12号線
- ノースカロライナ州道24号線
- ノースカロライナ州道58号線
- ノースカロライナ州道101号線

### 隣接する郡
- クレイブン郡、パムリコ郡 - 北
- ハイド郡 - 北東
- オンスロー郡 - 西南西
- ジョーンズ郡 - 西北西

### 国立保護地域
- ルックアウト岬国立海岸
- シーダー島国立野生生物保護区
- クロアタン国立の森（部分）

## 人口動態
以下は2000年国勢調査による人口統計データである。
| 基礎データ - 人口: 59,383人 - 世帯数: 25,204 世帯 - 家族数: 17,365 家族 - 人口密度: 44人/km2（114人/mi2） - 住居数: 40,947軒 - 住居密度: 30軒/km2（79軒/mi2） 人種別人口構成 - 白人: 90.28% - アフリカン・アメリカン: 6.99% - ネイティブ・アメリカン: 0.43% - アジア人: 0.54% - 太平洋諸島系: 0.06% - その他の人種: 0.60% - 混血: 1.09% - ヒスパニック・ラテン系: 1.74% 年齢別人口構成 - 18歳未満: 20.7% - 18-24歳: 6.4% - 25-44歳: 27.2% - 45-64歳: 28.4% - 65歳以上: 17.2% - 年齢の中央値: 42歳 - 性比（女性100人あたり男性の人口） - 総人口: 96.5 - 18歳以上: 94.1 | 世帯と家族（対世帯数） - 18歳未満の子供がいる: 26.5% - 結婚・同居している夫婦: 56.0% - 未婚・離婚・死別女性が世帯主: 9.6% - 非家族世帯: 31.1% - 単身世帯: 26.1% - 65歳以上の老人1人暮らし: 10.1% - 平均構成人数 - 世帯: 2.31人 - 家族: 2.76人 収入と家計（2009年データ） - 収入の中央値 - 世帯: 49,711米ドル - 家族: 45,499米ドル - 性別 - 男性: 31,365米ドル - 女性: 22,126米ドル - 人口1人あたり収入: 21,260米ドル - 貧困線以下 - 対人口: 10.7% - 対家族数: 8.0% - 18歳未満: 15.4% - 65歳以上: 9.4% |

## 都市と町

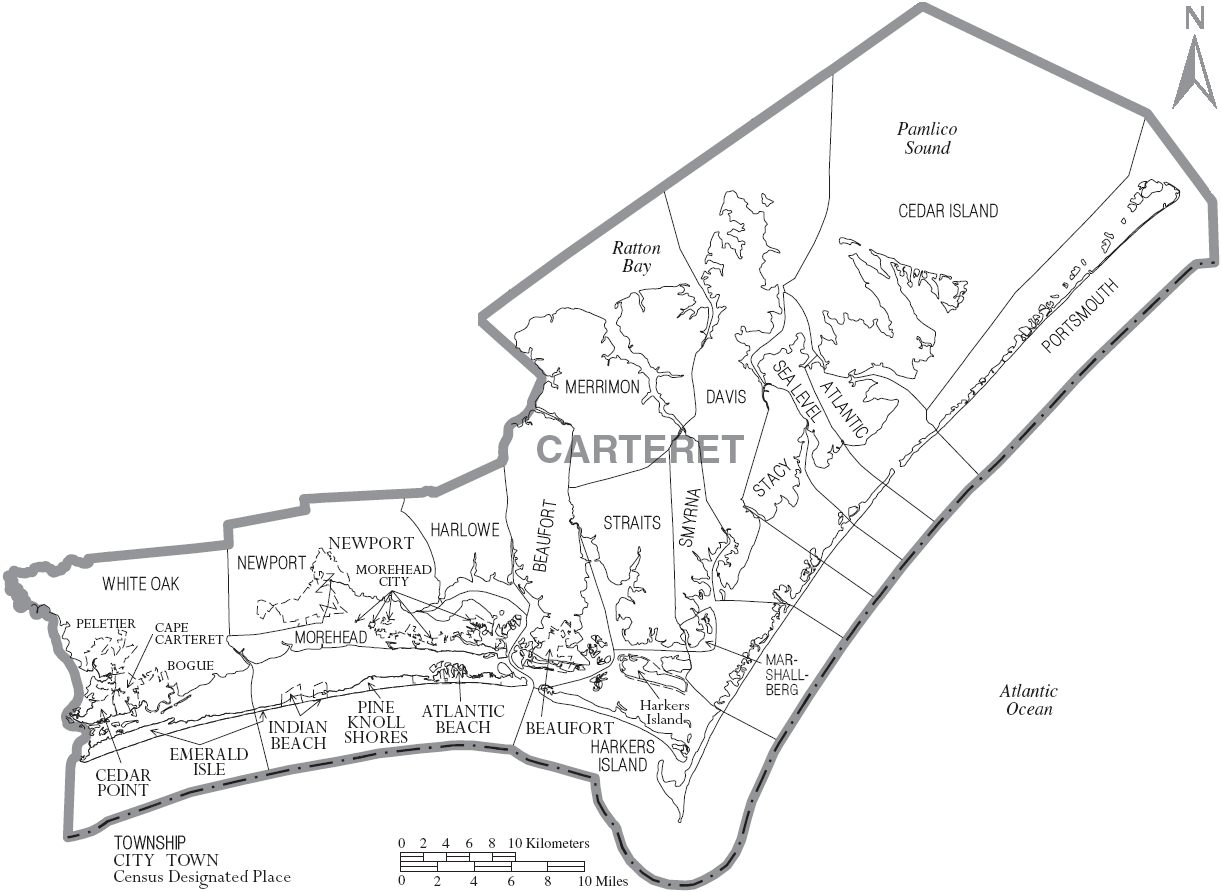
カータレット郡の自治体と郡区

| - アトランティックビーチ - ボーフォート - 郡庁所在地 - ボーグ - ケイプカータレット - シーダーポイント - エメラルドアイル | - インディアンビーチ - モアヘッドシティ - ニューポート - ペルティア - パインノールショアーズ |

## 未編入の町
- アトランティック
- ベティ
- ブロードクリーク
- シーダーアイランド
- デイビス
- ゲイルズクリーク
- グロスター
- ハーカーズアイランド
- ハーロウ
- ローラ
- マーシャルバーグ
- メリモン
- ミルクリーク
- ノースリバー
- オーシャン
- オットウェイ
- ソルターパス
- シーゲイト
- シーレベル
- ステイシー
- ステラ
- ストレイツ
- スマーナ
- ワイルドウッド
- ウィリストン
- ワイアグラス

## 教育
郡内の公共教育はカータレット郡公共教育学区が管轄している。学区内には幼稚園前から12年生までの16の学校がある。高校3校、中学校4校、小学校9校である。